# Magisk
Magisk ist eine Open-Source-Software für Android, die von John Wu (auch bekannt als "topjohnwu") und weiteren Entwicklern entwickelt wird, die es ermöglicht, Root-Zugriff zu erlangen und Systemmodifikationen durchzuführen, ohne die Systempartition zu verändern. Diese Methode wird als "systemless root" (deutsch: systemloses Rooten) bezeichnet und bietet zahlreiche Vorteile, einschließlich der Möglichkeit, Sicherheitsüberprüfungen wie Google SafetyNet zu umgehen.

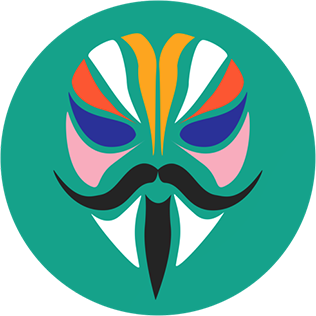
Logo von Magisk

## Architektur und Funktionsweise
Magisk funktioniert, indem es den Boot-Prozess eines Android-Geräts verändert.

### Boot Image Patching
Magisk patcht das Boot-Image des Geräts, indem es seine eigenen Skripte und ausführbaren Dateien hinzufügt. Dies geschieht auf eine Weise, die die Original-Systempartition unberührt lässt.
Das gepatchte Boot-Image wird über eine benutzerdefinierte Wiederherstellungsumgebung wie z. B. TWRP (Team Win Recovery Project), Orange Fox oder über Fastboot auf das Gerät geflasht.

### MagiskSU (Superuser Management)
MagiskSU ist der Teil von Magisk, der Superuser- oder Root-Zugriff bietet. Es handelt sich um einen Su-Daemon, der Anfragen von Apps und Diensten nach Root-Rechten bearbeitet. Benutzer können über den Magisk Manager detailliert festlegen, welche Anwendungen Root-Rechte erhalten sollen.

### MagiskHide
MagiskHide ist eine Funktion die den Root-Status vor spezifischen Apps versteckte, die Root-Zugriff normalerweise blockieren würden, wie z. B. Banking-Apps und Google Pay. MagiskHide kann Root-Zugriff dynamisch und selektiv basierend auf den Anforderungen der Apps verbergen. Die Entwicklung von MagiskHide wurde im Jahr 2021 eingestellt und es wurde aus Magisk entfernt.

### Zygisk
Magisk Zygisk (früher auch Magisk in Zygote genannt) ist die Integration von Magisk in den Zygote-Prozess, die in Version 24 eingeführt wurde. Durch die Integration von Zygisk kann Magisk auf der Boot-Ebene ausgeführt werden und Root-Zugriff haben, ohne dass dies an Anwendungen gesendet werden muss, und schafft eine separate Umgebung für Anwendungen mit Root-Zugriff, was die Kompatibilität und Sicherheit verbessert.

### Magisk Manager
Magisk Manager ist eine Anwendung, mit der Benutzer Magisk und seine Module verwalten können. Sie kann Updates installieren, Root-Rechte konfigurieren und verschiedene Magisk-Module hinzufügen oder entfernen.
In früheren Versionen konnten die Benutzer auf ein umfangreiches Repository von Magisk-Modulen zugreifen, die verschiedene Systemanpassungen und Funktionserweiterungen ermöglichten.

### Magisk Module
Magisk Module sind Module, mit denen spezifische Änderungen oder Ergänzungen am System vorgenommen werden können. Die Module sind als Zip-Archiv gepackt und können über den Magisk Manager verwaltet (installiert, aktiviert und deaktiviert) werden.
Die Module arbeiten auf Basis der systemlosen Architektur von Magisk, d. h. sie verändern nicht das eigentliche Android-System, sondern wenden ihre Änderungen über das gepatchte Boot-Image an.